# Pryocycla decoloraria
Pryocycla decoloraria là một loài bướm đêm trong họ Geometridae.